# Huntsman (Savile Row)

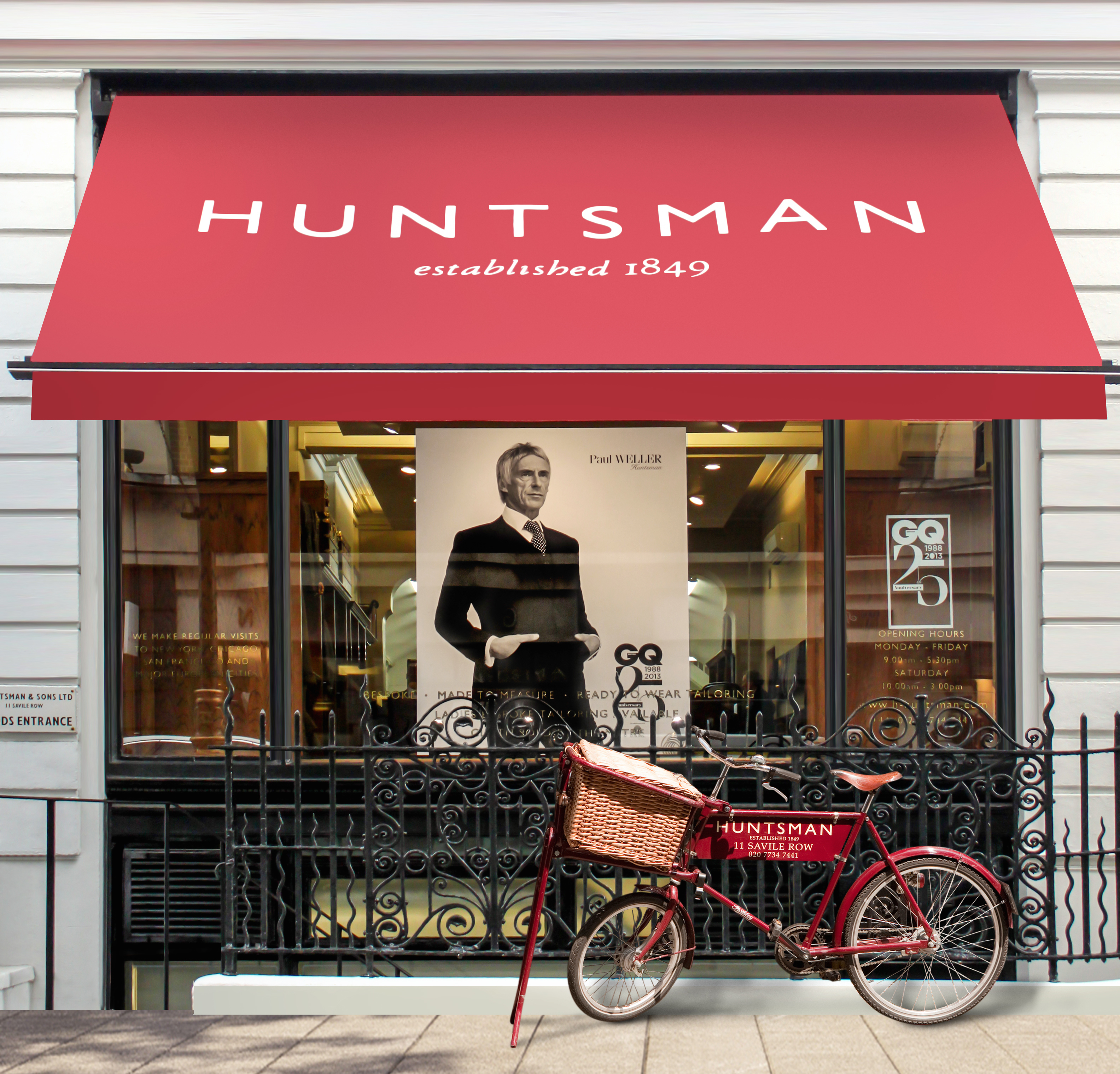
Huntsman in der Savile Row

Huntsman ist ein Maßschneider in der Savile Row in London. Das 1849 gegründete Geschäft ist eines der Aushängeschilder der für ihre Maßschneider bekannte Straße. Über die üblichen Kreise hinaus bekannt wurde Huntsman 2014 durch die Agentenkomödie Kingsman: The Secret Service. Der im Film porträtierte Schneider Kingsman, das Geheimquartier einer Agentenorganisation, ist von Huntsman inspiriert, das Geschäft selber diente als Drehort für den Film.

## Geschichte
Vorläufer von Huntsman war ein Hersteller von Gamaschen und Breeches, der seit 1814 in 125 New Bond Street ansässig war. Henry Huntsman trat 1849 in dieses Geschäft ein und übernahm es schließlich. Huntsman wurde 1865 britischer Hoflieferant. Henry Huntsman nahm seine beiden Söhne in das Geschäft auf. Dieses zog 1898 in die Albemarle Street, um 1919 schließlich an seinem aktuellen Standort in der Savile Row einzuziehen.
Einen Höhepunkt erlebte das Unternehmen im Goldenen Zeitalter Hollywoods, als sich zahlreiche Hollywoodstars wie Clark Gable, Bing Crosby, Paul Newman, Laurence Olivier und Dirk Bogarde bei Huntsman einkleiden ließen. Der Schauspieler Gregory Peck war ein sehr regelmäßiger Kunde und erwarb über die Jahre eine dreistellige Zahl an Huntsman-Anzügen. Weibliche Stars, die sich dort ebenfalls versorgten, waren beispielsweise Marlene Dietrich und Katharine Hepburn, die dort Blusen, Anzüge und Pullover fertigen ließen. Dabei hatte Hollywood auch Einfluss auf den Stil des Hauses: dieses begann Kleidung so anzufertigen, dass sie insbesondere auf Fotos besonders gut aussah.
Im Jahr 2013 kaufte der belgische Hedgefonds-Manager Pierre Lagrange das Geschäft von 15 Privatinvestoren, die vorher mehrere Jahrzehnte Eigentümer von Huntsman gewesen waren. Lagrange setzte ein neues Management ein, baute die Geschäftsräume um und führte neue Geschäftsfelder ein. So bot Huntsman unter Lagrange erstmals in seiner Geschichte auch Maßkonfektionsware an, stattete professionelle Polo-Spieler aus und führte Touren durch Asien und entlang der amerikanischen Westküste ein; man nahm bei Kunden vor Ort Maß und nahm Bestellungen entgegen. Er setzte den Designer Roubi L’Roubi als neuen Chefdesigner ein. L'Roubi – zu der Zeit der Lebenspartner von Lagrange – hatte vorher vor allem Frauenbekleidung geschneidert; seine Position wurde an der Savile Row mit Skepsis aufgenommen. 2015 ersetzte Lagrange L'Roubi durch den Schotten Campbell Carey, einen Schneider mit 20 Jahren Erfahrung in der Saville Row.
Laut der New York Times handelt es sich bei Huntsman um den teuersten aller Savile-Row-Schneider, dessen Preise für einen zweiteiligen Anzug bei 5.000 Pfund starten.
Lagrange wurde 2015 Vorsitzender der Savile Row Bespoke Association.

## Stil
Ursprünglich spezialisierte sich Huntsman vor allem auf die Anfertigung von Reit- und Jagdbekleidung. Bis heute besteht der typische Huntsman-Anzug aus Tweed, das von der Insel Islay in den Inneren Hebriden kommt. Typisch für Huntsman sind die „Slack Pocket“ mit einem Knopf auszeichnet, eine eng anliegende Silhouette, eine ausgeprägte, aber noch natürliche Schulterlinie und ein Sakko mit hoher Hüfte. Die Anzüge selbst werden im Obergeschoss des Hauses in der Savile Row hergestellt.

## Kunden
Bekannte Kunden von Huntsman waren Personen wie Clark Gable, Tristan Tate, Humphrey Bogart, Winston Churchill, der englische König Eduard VIII. oder die Rolling Stones. Für die Fernsehserie Downton Abbey fertigte Huntsman die Fracks für die Figur des Lord Grantham.